# Polkovnîce, Stavîșce
Polkovnîce (în ucraineană Полковниче) este o comună în raionul Stavîșce, regiunea Kiev, Ucraina, formată numai din satul de reședință.

## Demografie
Componența lingvistică a comunei Polkovnîce
     Ucraineană (96,76%)
     Rusă (1,75%)
     Alte limbi (0,5%)
Conform recensământului din 2001, majoritatea populației comunei Polkovnîce era vorbitoare de ucraineană (96,76%), existând în minoritate și vorbitori de rusă (1,75%).